# Кристиан Лудвиг фон Изенбург-Бюдинген
Кристиан Лудвиг фон Изенбург-Бюдинген (на немски: Christian Ludwig zu Isenburg-Büdingen; * 8 октомври 1710 в Бирщайн; † 19 юни 1791 в Бирщайн) е принц от Изенбург-Бюдинген и генерал в Хесен-Касел.
Той е третият син на граф Волфганг Ернст I фон Изенбург-Бюдинген (1686 – 1754), който на 23 май 1744 г. става княз, и първата му съпруга графиня Фридерика Елизабет фон Лайнинген-Дагбург-Емихсбург (1681 – 1717), дъщеря на граф Емих XIV фон Лайнинген-Дагсбург-Емихсбург (1649 – 1684) и пфалцграфиня Елизабет Кристиана фон Цвайбрюкен-Ландсберг (1656 – 1707).
Брат е на наследствения принц Вилхелм Емих Кристоф (1708 – 1741), Фридрих Ернст (1710 – 1791), Карл Филип (1711 – 1723), Йохан Казимир (1715 – 1759), генерал-майор в Хесен-Касел, полковник Адолф Август (1713 – 1744) и на Елизабет Амалия Фридерика (1714 – 1748), омъжена на 27 декември 1738 г. в Бирщайн за граф Кристиан Август фон Золмс-Лаубах (1714 – 1784). Той е по-голям полубрат на Фридрих Вилхелм (1730 – 1804).
Кристиан Лудвиг става генерал в Хесен-Касел. Той умира неженен на 19 юни 1791 г. в Бирщайн на 80 години и е погребан там.